# Fernpass
Der Fernpass ist ein 1216 m ü. A. gelegener Gebirgspass in den Tiroler Alpen (Österreich). Auf der Westseite der Passhöhe liegt der Weiler Fernpass (bei Amap Fernpaß, gelegentlich auch nur Fern), Ortsteil der Gemeinde Nassereith, im Osten zerstreute Häuser der Gemeinde Biberwier.

## Lage

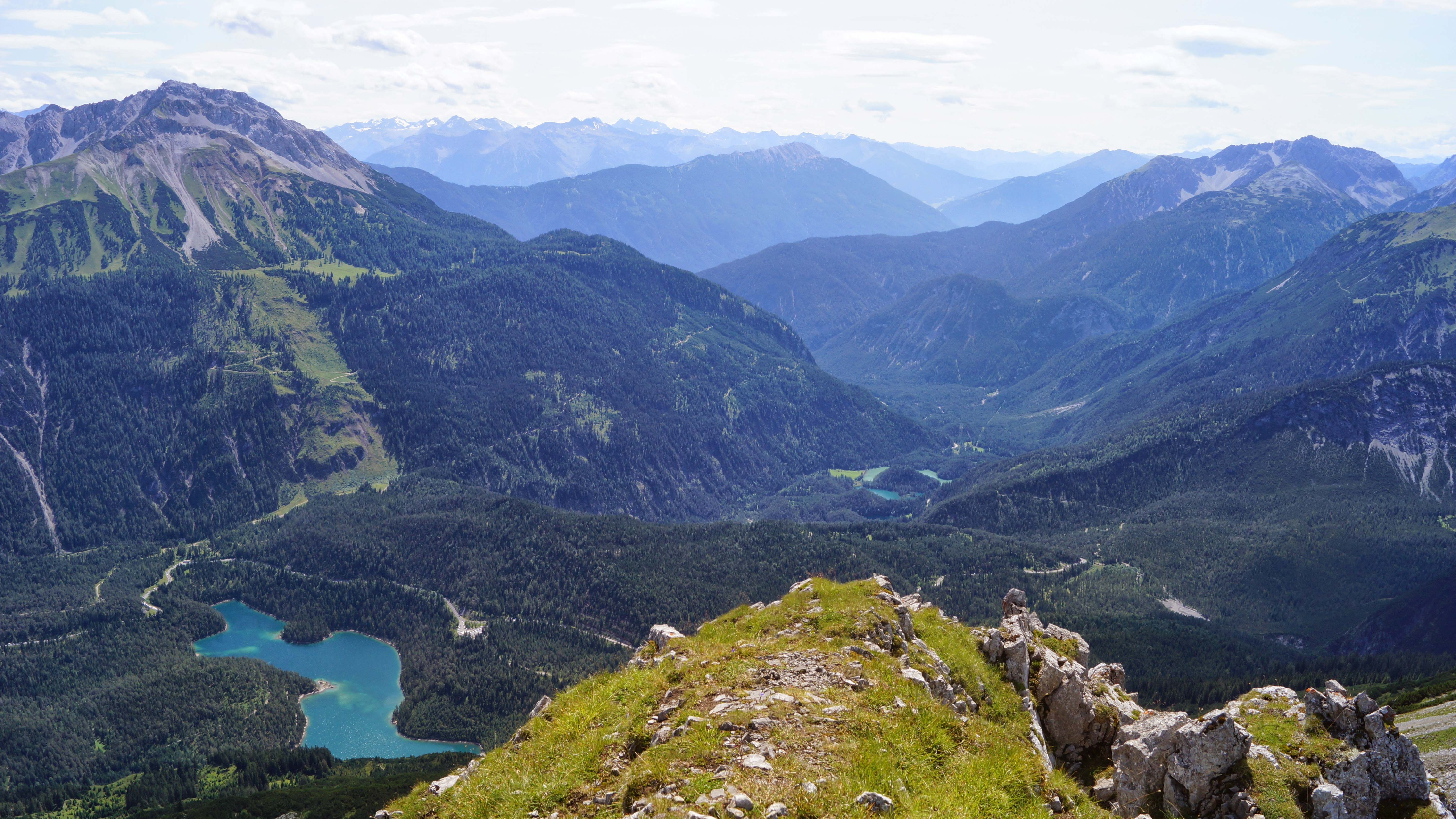
Blick vom Grubigstein auf den Fernpass

Der Fernpass liegt zwischen den Lechtaler Alpen im Westen und dem Mieminger Gebirge im Osten; 13,5 km nordöstlich befindet sich die Zugspitze (2.962 m) im Wettersteingebirge. Die Passhöhe, die sich nur etwas südwestlich von Ehrwald befindet, liegt zwischen dem Grubigstein (2.233 m) im Nord-Nordwesten, dem Wannig (2.493 m) im Südosten und dem Loreakopf (2.471 m) im Westen.
Über den Fernpass verläuft die viel befahrene Fernpassstraße (B179), die Reutte durch den Lermoostunnel mit Nassereith und Tarrenz bzw. Imst verbindet. Über die an diese anschließenden Ehrwalder Straße (B187) und Mieminger Straße (B189) sind auch Garmisch-Partenkirchen (Deutschland), Mieming und Telfs miteinander verbunden. Durch den Fernpass sind somit auch Lech- mit Inntal bzw. Loisach- mit Gurgltal verbunden. Daher zählt er zu den meistbefahrenen Alpenpässen der Ostalpen. Die maximale Steigung beträgt 8 %, der von Reutte zur Passhöhe zu überwindende Höhenunterschied 359 m, hinab nach Telfs sind dies 579 m.

## Geschichte
Der Pass entstand vor etwa 4100 Jahren durch einen gewaltigen Bergsturz, der die Täler zwischen den Bergen auffüllte. Dabei wurde der Lauf der Loisach, die ursprünglich durch das Gurgltal nach Süden zum Inn floss, versperrt und nach Norden umgeleitet. Die Bergsturzlandschaft nördlich des Fernpasses ist geprägt durch eine Reihe von Seen (Blind-, Fernstein-, Mitter- und Weißensee), deren größter der Blindsee ist. Sowohl nördlich als auch südlich des Passes fallen eine Reihe Tomahügel auf, die als erstarrte Schuttwellen des Bergsturzes interpretiert werden.
Schon der vorrömische Bernsteinhandel soll über den Fernpass geführt worden sein, dem auch schon erste vorrömische Wegbauten gerecht wurden. Entlang der weiterführenden Zufahrtswege zum Fernpass gibt es auch zahlreiche archäologische Funde, die die Bedeutung des Fernpasses für den Handel zwischen Ostsee und Oberitalien und sogar Griechenland belegen.
Der Fernpass ist der zweite Alpenpass auf der alten und von den Römern ausgebauten Reschenroute. Die Römer bauten auf der schon seit alters her begangenen Reschenroute in den Jahren 46/47 eine erste Straße, die bis ins Mittelalter bestand. Man nannte sie einst nach ihrem Erbauer Kaiser Claudius Via Claudia Augusta, später auch Obere Straße, im Gegensatz zur Unteren Straße, der Via Raetia über den Seefelder Sattel und Brenner. Sie war eine wichtige deutsch-italienische Alpenverbindung, da sie relativ sicher vor den Unbilden des Winters und des Hochwassers war und auch kaum zu steile und gefährliche Wegstrecken aufwies. Der Name des Gebirg(spass)es lautete im Mittelalter mons Vern, wie aus einer von Konradin 1263 gezeichneten Urkunde hervorgeht. Vern leitet sich vermutlich vom mittelhochdeutsch vern, dem grundlegenden Ausdruck verschiedener Fortbewegungsarten, ab. Der Name bedeutete also in etwa „Fuhrberg“, da man dort seit der Antike hinüberfuhr. Die Behauptung, die Bezeichnung sei aus einer Verballhornung des lateinischen Namens „Mons Fericius“ entstanden, ist zweifelhaft.
Im Reisebericht des Felix Faber, der diesen Namen als einziger nennt und den Pass Ende des 15. Jahrhunderts besuchte, wird berichtet, dass über ihn nicht nur ein starker Säumerverkehr führte, sondern auch ein Wagenverkehr. Während der Blüte der Augsburger Fugger war er eine wichtige und vor allem, im Gegensatz zum Arlberg, wettersichere Alpenquerung. Dennoch wurden um 1430 mit gut 700 Frachtwagen pro Jahr nur 10 Prozent des Fernhandelsverkehrs zwischen Augsburg und Venedig über die „Obere Straße“ abgewickelt. Mit dem 1485 zwischen den Herzögen Siegmund dem Münzreichen und Eberhard V. von Württemberg-Stuttgart geschlossenen zehnjährigen Schutzbündnis verpflichtete sich letzterer, dem Habsburger in den Gebieten vor dem Arlberg und dem Fernpass („enhalb der perg Arls und Verens“) im Kriegsfall militärisch beizustehen. Wohl aus finanzieller Abhängigkeit von Georg Gossembrot, dem Burgherrn von Ehrenberg bei Reutte, erließ Siegmund der Münzreiche 1488 eine Weisung, Waren nach Augsburg über Telfs und den Fernpass und nicht mehr über den Zirler Berg und Scharnitz zu transportieren.
Ende April 1945 rückte die 44. US-Infanteriedivision aus Richtung Reutte kommend Richtung Fernpass vor. Hinter Biberwier wurde ihr Vorrücken am 30. April von einem Wintereinbruch verlangsamt. Am Fernpass hatte sich eine deutsche Truppe von etwa 1.200 Mann festgesetzt. Der Fernpass und die Scharnitzer Klause boten gute Möglichkeiten, den Zugang in das Inntal zu blockieren. 
Am 1. Mai begann ein großes Gefecht. Laut einem offiziellen US-Bericht verteidigten 300 Wehrmacht-Soldaten die Serpentinen am Fernpass hartnäckig. Fünf einheimische Soldaten aus dem Widerstand zeigten einem US-Bataillon einen Waldweg, der es ihnen ermöglichte, den gegnerischen Truppen in den Rücken zu fallen. Als die US-Soldaten am späten Nachmittag des 2. Mai im Rücken des Gegners auftauchten, brach dessen Widerstand zusammen.
Beide Seiten verzeichneten an die hundert Mann Verluste (Tote oder Verwundete). Am 3. Mai waren die US-Truppen in Telfs und am 4. Mai marschierten sie durch Imst.

## Ausbaupläne
2016 konkretisierten sich die Planungen für einen 1360 Meter langen Scheiteltunnel. Die Baukosten für den projektierten Fernpasstunnel sind damals mit 100 Millionen Euro veranschlagt worden.
Im Jänner 2024 legte die Tiroler Landesregierung ein Fernpasspaket vor:
1. 2026–2029 Bau einer zweiten Röhre im Zuge des Lermooser Tunnels – 250 Mio. € Kosten
2. Ab 2030 Sanierung der alten Röhre (3168 m)
3. 2026–2028 Bau des 1,4 km langen Fernpasstunnels, der 4,8 km der Passstrecke ersetzt und mit 70 statt 200 Höhenmeter auskommt – 160 Mio. €
4. Maßnahmen entlang der Strecke – 90 Mio. €
5. Einführung der Mautpflicht – Pkw: Einzelfahrt 14 €, Jahreskarte 140 €
6. Außerfernförderung für Haushalte – je nach Haushaltsgröße 150–200 €/Jahr

## Fernpass für Wanderer und Fahrradfahrer
Für Wanderer und Radler gibt es einen geschotterten Fernpassübergang, der sich abseits der viel befahrenen Fernpassstraße befindet. Dieser Übergang folgt den alten Pfaden der Via Claudia Augusta und wird von vielen Radlern als Teil des gleichnamigen Radwegs auf einer Transalp-Route genutzt, um von Biberwier ins Gurgltal zu kommen.